# ویلیام گیفورد پالگراو

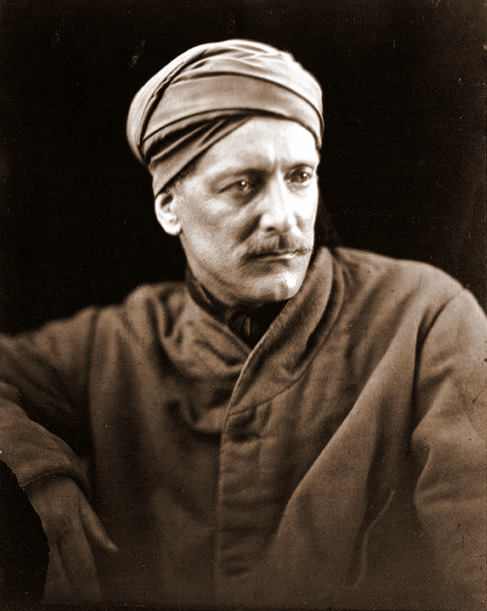
در لباس شرقی

ویلیام گیفورد پالگراو (William Gifford Palgrave) از خاورشناسان انگلیسی قرن ۱۹ است.

## زندگی‌نامه
پالگراو در سال ۱۸۲۶ م متولد شد. پدر وی سر فرانس پالگراو مورخ مشهور انگلیسی بود. پالگراو پس از اخذ مدرک دانشگاهی در سال ۱۸۴۶م به ارتش انگلیس پیوست و راهی هند شد. سپس علاوه بر مشاغل دولتی به سیاحت پرداخت و سفرنامه مشهوری نوشت. پالگراو در سال ۱۸۶۵م سفرنامه اش را که عنوان"" Narrative of a year's journey through central and eastern Arabia ۱۸۶۲–۶۳ "" یعنی "سرگذشت یک سفر به بلاد عرب مرکزی و شرقی"را داشت در دو جلد منتشر کرد. سفر وی از قاهره آغاز شد و بیروت، عربستان، معان، الجوف، حائل، بریدة و ریاض، الهفوف، قطیف، بحرین، قطر و عمان را در طول یکسال گشت. وی به صورت مخفیانه خود را یک طبیب سوریه‌ای معرفی می‌کرد. با اینکه سفرنامه پالگراو یک سفرنامه جذاب و جالب است ولی عده‌ای از خاورشناسان بر ضد وی شوریدند و مطالب کتاب را رد کردند. پالگراو در سال ۱۸۸۸ م درگذشت.

## از دیدگاهعلامه قزوینی
علامه قزوینی دربیست مقاله خود و هنگام سخن گفتن از امین ریحانی سوری و سفرنامه نویسی او، برخی از سفرنامه نویسان غربی ر ا نام برده و بیش از همه از پالگراو و اثرش «سرگذشت یک سفر به بلاد عرب مرکزی و شرقی» تعریف کرده و آن را اثری نفیس می‌خواند.

## ترجمه سفرنامه
کتاب وی به عربی در سال ۲۰۰۱ در مصر توسط صبری محمد حسن ترجمه شد.